# Olivier Cousi
Olivier Cousi, né le 2 juin 1959 à Paris 9e et mort le 2 mars 2022 à Versailles, est un avocat français, bâtonnier de l'ordre des avocats de Paris de 2020 à 2021.

## Biographie
Issu d'une famille implantée depuis plusieurs générations en Eure-et-Loir et fils de Pierre Cousi, lui-même avocat, Olivier Cousi est titulaire d'un baccalauréat scientifique obtenu au lycée Carnot de Paris en 1976 et diplômé de l'Institut français de presse en 1980 et de l'Institut d'études politiques de Paris en 1983. Il échoue aux épreuves orales de l'École nationale d'administration, ce qui le conduit à poursuivre un diplôme d'études approfondies en régulation des autorités administratives indépendantes à l'université Panthéon-Assas en 1983.
Il prête le serment d'avocat en 1985.
Il est associé au sein du cabinet Gide Loyrette Nouel, l'un des plus importants cabinets d'affaires indépendants français,.

## Responsabilités institutionnelles
Olivier Cousi est secrétaire de la Conférence des avocats du barreau de Paris en 1988, sous le bâtonnat de Philippe Lafarge.
Après avoir été battu aux précédentes élections ordinales de 2016, il est élu 221e bâtonnier de l'ordre des avocats de Paris en décembre 2018. Secondé par Nathalie Roret, élue vice-bâtonnière, il prend ses fonctions le 1er janvier 2020 pour un mandat de deux ans, succédant à Marie-Aimée Peyron. Lors de son élection, il indique vouloir « redonner un rôle politique » au barreau de Paris et promet de « s'occuper du chantier du numérique en nommant un représentant dédié au sein de l'ordre ».
Olivier Cousi est président de l'Alliance des avocats pour les droits de l’Homme de juillet 2015 à 2022.